# Hard Rock Stadium
O Hard Rock Stadium (anteriormente chamado Joe Robbie Stadium, Pro Player Stadium, Dolphins Stadium, Land Shark Stadium, Sun Life Stadium e New Miami Stadium) é um estádio para jogos de futebol americano, baseball, futebol e lacrosse, que está localizado em Miami Gardens, no Condado de Miami-Dade, na Flórida, Estados Unidos, e é casa do time de futebol americano Miami Dolphins da NFL, também foi a casa do time de beisebol Miami Marlins da MLB entre os anos de 1993 a 2011.
O Estádio já recebeu seis edições do Super Bowl - XXIII (1989), XXIX (1995), XXXIII (1999), XLI (2007), XLIV (2010) e o LIV (2020). Além de duas World Series, a Grande Final do baseball (1997 e 2003). E em 2012 foi onde ocorreu a WrestleMania XXVIII.
A partir de 2023, recebeu o Padoque e a F1 Village, em área a ser construída sob gramado do estádio, do crypto.com Grande Prêmio de Miami.
Foi uma das sedes da Copa América de 2024 (onde recebeu também a final) e será também do Mundial de Clubes FIFA de 2025 e da Copa do Mundo FIFA de 2026.

## História

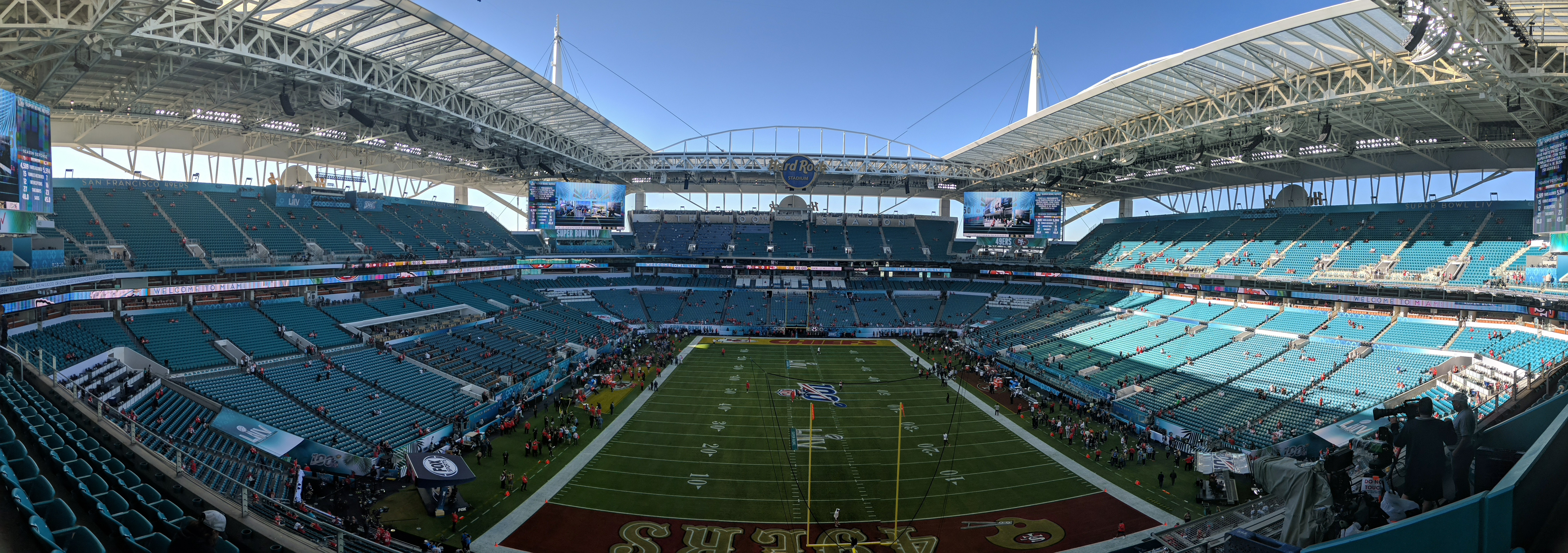
Interior do estádio

Inaugurado em 1987 para substituir o Miami Orange Bowl como nova casa dos Dolphins, o estádio tem capacidade para 75.540 espectadores. Em 1993, o time de baseball Miami Marlins começou a sediar seus jogos da Major League Baseball no Land Shark Stadium e a capacidade para os jogos de baseball foi, inicialmente, de 47.662 lugares e depois de 36.331 assentos. Os Marlins passaram, desde 2012, a mandar seus jogos em outro estádio.
O estádio passou por uma renovação em 2015, adicionando cobertura às arquibancadas e reduzindo a capacidade para 65.000 pessoas. A partir de 2019, durante a segunda metade de março, o estádio deu lugar aos torneios de tênis masculino e feminino do Miami Open, e é adaptado ao esporte.